# Втікачі (повість)
«Втікачі» (швед. Rymlingarna) — пригодницька повість шведського письменника Ульфа Старка. Останній твір письменника, опублікований посмертно у 2018. Повість гуманістичного та повчального характеру і призначена для дітей молодшого та середнього шкільного віку. Тема перегукується з темою іншої відомої повісті Старка «Чи вмієш ти свистати, Юганно?» і стосується взаєвідносин дітей і літніх людей.
За жанром — метанаратив.

## Сюжет
Сюжет твору архетипний і втілений у творі під впливом власних переживань (власної тяжкої хвороби, яку переносив письменник і від якої у підсумку помер). Якоюсь мірою є алюзією на фільм «Список останніх бажань».
Це історія про останню подорож, останню пригоду перед смертю: хворий дідусь, що перебуває у лікарні, разом з онуком, який йому допомагає, здійснюють втечу та мандрують місцями, де колись дідусь провів свої найщасливіші дні.

## Головні персонажі
- Лілл-Готтфрід — онук
- Ульф Готтфрід — дідусь

## Критика
Твір отримав схвальні відгуки. Так, незалежна літературна критикиня Ліна Калмтег заявила, «що так, як Ульф Старк, ніхто не міг написати слізливо, але чесно про смерть». Лена Кареланд вважає, що повість підходить для будь-якого віку, а відома шведська журналістка і рецензентка книг Інгалілл Мосандер написала, що «історія про дідуся, який разом із онуком втікає із лікарні, сумна — це є прощанням, яке містить і гумор, і тепло, і життєву мудрість».

## Український переклад
У 2020 році українське видавництво «Видавництво Старого Лева» випустило варіант повісті українською мовою у перекладі Галини Кирпи.

## Нагороди і номінації
У 2018 році книга була номінована на премію ім. Августа Стріндберга.

## Інше
Ілюстрацію до книги, випущену у Швеції, здійснила відома бельгійська ілюстраторка Кітті Кроутер, з якою в останні роки життя тісно співпрацював Старк. 